# アンティパテース

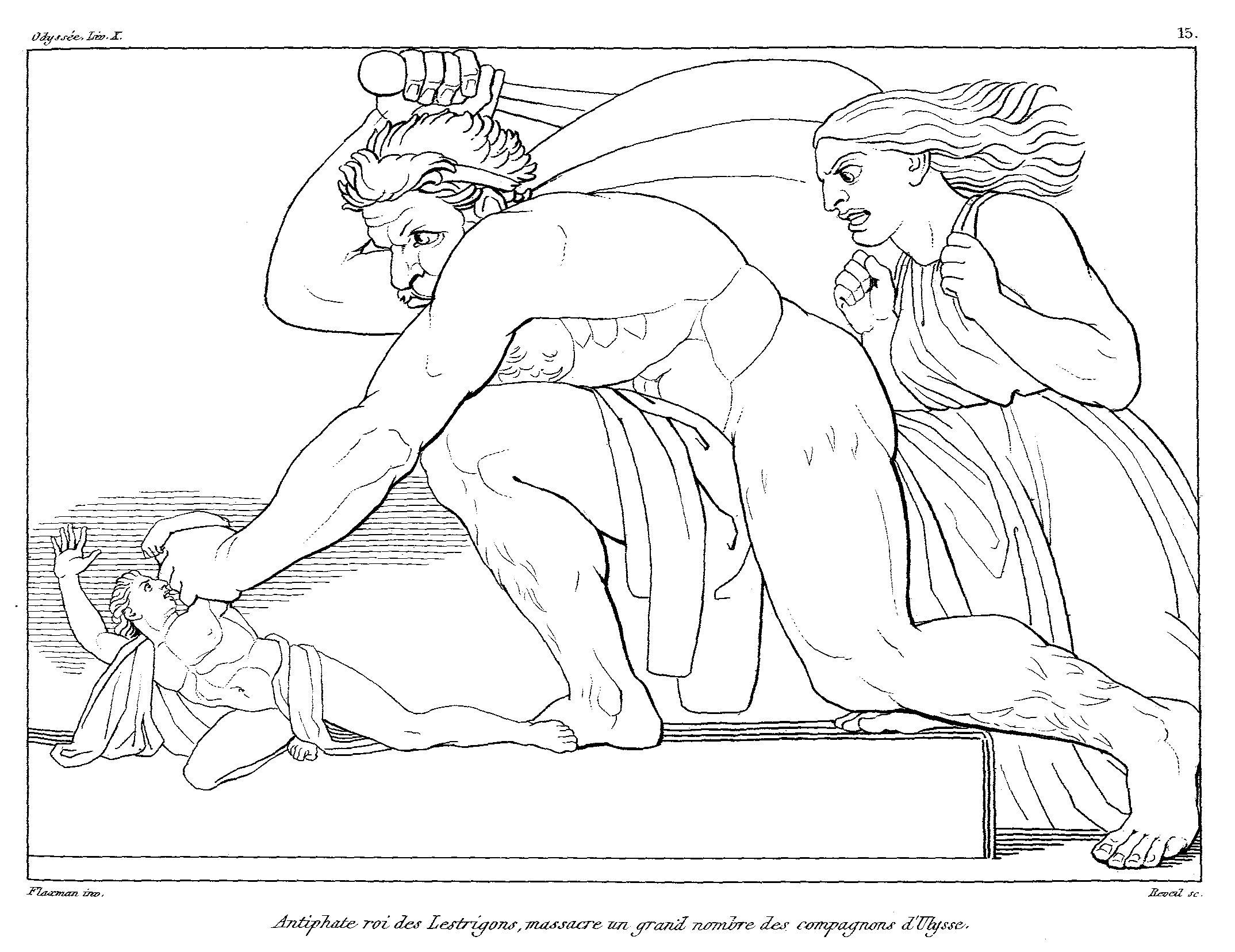
オデュッセウスの部下を襲うライストリューゴーン族の王アンティパテース。ジョン・フラックスマン画。

アンティパテース（古希: Ἀντιφάτης, Antiphatēs）は、ギリシア神話の人物あるいは巨人である。長母音を省略してアンティパテスとも表記される。主に、
- メラムプースの子
- ライストリューゴーン族の王

が知られている。以下に説明する。

## メラムプースの子
このアンティパテースは、優れた予言者でありアルゴスの王の1人であったメラムプースとイーピアナッサの子で、マンティオス、アバースと兄弟。またオイクレースの父。あるいはメラムプースとメガペンテースの娘イーピアネイラの子で、ビアース、プロノエー、マントーと兄妹。ヒッポコオーンの娘ゼウクシッペーと結婚し、オイクレースとアムパルケースをもうけた。ホメーロスはアンティパテース、マンティオスともに武勇に優れた人物としている。

## ライストリューゴーン族の王
このアンティパテースは、ライストリューゴーン族の王である。妻と1人の娘がいた。叙事詩『オデュッセイアー』によるとアンティパテースが支配するテーレピュロスの町を訪れたオデュッセウスは3人の部下に命じて探索をさせた。彼らはアンティパテース王の娘に出会い、王の館の場所を聞いて訪れた。ところが、館に入った彼らが山のように巨大なアンティパテースの妻の姿に驚愕していると、彼女はすぐさま夫を呼びに行き、現れたアンティパテースは彼らのうちの1人を捕まえて食らってしまった。残った2人が大急ぎで船に戻りオデュッセウスに知らせると、アンティパテースは大声で仲間たちを呼び集め、港に停泊するオデュッセウスの船団を攻撃した。彼らは岩を投げつけて多くの船を破壊し、海に投げ出されたオデュッセウスの部下たちを串刺しにして持ち帰った。結局、ライストリューゴーン族の国から逃げることが出来たのは12隻の船の中でオデュッセウスの船だけだった。

## その他のアンティパテース
- トロイア戦争でレオンテウスに討たれたトロイアー人[9]。
- サルペードーンとテーバイ出身の女性との間に生まれた子。トゥルヌスに討たれた[10]。